# Liste der Naturdenkmale und Schutzgebiete in Chemnitz
Diese Liste enthält alle Naturdenkmale und Schutzgebiete in Chemnitz mit Stand vom September 2015. Für das Stadtgebiet wurden insgesamt 73 Gebiete und 13 Einzelobjekte (Einzelbäume oder Baumgruppen) unter Schutz gestellt. Namen und Nummern entsprechen den amtlichen Bezeichnungen.

## Flächen-Naturdenkmale (FND)
Link zu einem Kartenansichtstool, um Koordinaten zu setzen.
| Bild                          | Bezeichnung                             | Lage                                                                    | Beschreibung | Datum | Nummer |
| ----------------------------- | --------------------------------------- | ----------------------------------------------------------------------- | --- | ----- | ------ |
| BW                            | Drei Eichen - Adelsberg                 | Adelsberg (50° 49′ 10,2″ N, 12° 59′ 3,9″ O)                             | 1,3 ha |       | 01     |
| BW                            | Dohlenschlafplatz Rottluff              | Altendorf (50° 49′ 48,4″ N, 12° 51′ 58,5″ O)                            | 1,0 ha |       | 02     |
| mehr Fotos \| Fotos hochladen | Felsendome Rabenstein                   | Niederrabenstein (50° 50′ 11,3″ N, 12° 50′ 32,1″ O)                     | 0,6 ha |       | 03     |
| BW                            | Amphibolitlinse Draisdorf               | Draisdorf (50° 53′ 12,8″ N, 12° 53′ 44,6″ O)                            | 2,6 ha |       | 04     |
| BW                            | Draisdorfer Teiche                      | Draisdorf (50° 53′ 24,6″ N, 12° 53′ 56,9″ O)                            | 3,6 ha |       | 05     |
| BW                            | Ehemaliger Kalkbruch Draisdorf          | Draisdorf (50° 53′ 28,7″ N, 12° 53′ 40,3″ O)                            | 1,2 ha |       | 06     |
| BW                            | Hintere Wiese                           | Ebersdorf (50° 52′ 44,4″ N, 12° 56′ 45,7″ O)                            | 3,2 ha |       | 07     |
| BW                            | Himmelschlüsselwiese, Teil 1            | Ebersdorf (50° 52′ 34,7″ N, 12° 56′ 12,7″ O)                            | 4,9 ha |       | 08     |
| BW                            | Himmelschlüsselwiese, Teil 2            | Ebersdorf (50° 52′ 48,6″ N, 12° 56′ 18,8″ O)                            | 4,4 ha |       | 09     |
| BW                            | Chemnitz-Altwasser Glösa                | Glösa (50° 52′ 29,7″ N, 12° 54′ 12,9″ O)                                | 3,8 ha |       | 10     |
| BW                            | Grenzwaldbach, Teil 1                   | Ebersdorf (50° 52′ 33,5″ N, 12° 56′ 33,5″ O)                            | 4,4 ha |       | 11     |
| BW                            | Grenzwaldbach, Teil 2                   | Ebersdorf (50° 52′ 22″ N, 12° 56′ 39,1″ O)                              | 4,1 ha |       | 12     |
| BW                            | Streuobstwiese Reichenbrand, Teil 1     | Reichenbrand (50° 47′ 43,4″ N, 12° 56′ 39,1″ O)                         | 2,8 ha |       | 13     |
| BW                            | Streuobstwiese Reichenbrand, Teil 2     | Reichenbrand (50° 47′ 48″ N, 12° 49′ 40,9″ O)                           | 3,0 ha |       | 14     |
| BW                            | Alte Lehmgrube Altendorf                | Altendorf (50° 49′ 42,7″ N, 12° 52′ 30,9″ O)                            | 4,2 ha |       | 15     |
| BW                            | Rieselfläche Wasserwerkspark            | Altchemnitz (50° 47′ 30,9″ N, 12° 56′ 35,3″ O)                          | 4,9 ha |       | 16     |
| BW                            | Obstwiese Wasserwerkspark               | Altchemnitz (50° 47′ 36,4″ N, 12° 55′ 54,1″ O)                          | 4,0 ha |       | 17     |
| BW                            | Zwönitzfluss Wasserwerkspark            | Altchemnitz (50° 47′ 33,9″ N, 12° 56′ 2,5″ O)                           | 4,9 ha |       | 18     |
| BW                            | Hangwald Wasserwerkspark                | Altchemnitz (50° 47′ 30,3″ N, 12° 56′ 16,8″ O)                          | 4,8 ha |       | 19     |
| BW                            | Stadtparkhang                           | Markersdorf (50° 47′ 22,3″ N, 12° 54′ 41,6″ O)                          | 3,8 ha |       | 20     |
| BW                            | Wiesenhang Harthau                      | Harthau (50° 47′ 4,9″ N, 12° 55′ 39,2″ O)                               | 2,6 ha |       | 21     |
| BW                            | Feuchtwiesen am Indianerteich           | Ebersdorf (50° 53′ 9,4″ N, 12° 57′ 23,7″ O)                             | 4,6 ha |       | 22     |
| mehr Fotos \| Fotos hochladen | Ratssteinbruch                          | Hilbersdorf, im Zeisigwald (50° 50′ 56,4″ N, 12° 58′ 1″ O)              | 2,2 ha Fläche. Steinbruchlandschaft, ungestörte Waldentwicklung, Brutgebiet zahlreicher Vogelarten.                                                    |       | 23     |
| Fotos hochladen               | Fuchsberg                               | Hilbersdorf, im Zeisigwald (50° 51′ 9,3″ N, 12° 57′ 45″ O)              | 1,9 ha Fläche. Steinbruchlandschaft, ungestörte Waldentwicklung, Brutgebiet zahlreicher Vogelarten.                                                    |       | 24     |
| BW                            | Erlensumpf                              | Ebersdorf (50° 51′ 37,2″ N, 12° 58′ 23,5″ O)                            | 4,9 ha Fläche. Erlenwald, Feuchtwiesen, Moorvegetation, Feuchtbiotope, Vielzahl gefährdeter Pflanzenarten und -gesellschaften, reichhaltige Vogelwelt. |       | 25     |
| BW                            | Feuchtgebiet am mittleren Kaßbergbach   | Grüna (50° 49′ 22,5″ N, 12° 48′ 49,6″ O)                                | 1,08 ha |       | 26     |
| BW                            | Reichenbrander Teiche                   | Reichenbrand (50° 48′ 17,3″ N, 12° 49′ 18,1″ O)                         | 4,4 ha |       | 27     |
| BW                            | Hoppberg Rabenstein                     | Rabenstein (50° 49′ 54,6″ N, 12° 49′ 11,2″ O)                           | 2,3 ha |       | 30     |
| BW                            | Badwiese Ebersdorf                      | Ebersdorf (50° 51′ 38,3″ N, 12° 58′ 17,9″ O)                            | 1,1 ha Fläche. Feuchtwiesen, zahlreiche gefährdete Pflanzenarten, wilde Orchideen                                                                      |       | 31     |
| BW                            | Brückners unterer Teich                 | Harthau (50° 46′ 45″ N, 12° 56′ 55,3″ O)                                | 1,2 ha |       | 32     |
| BW                            | Fischzuchtgrund                         | Einsiedel (50° 46′ 18,1″ N, 12° 58′ 47″ O)                              | 3,0 ha |       | 33     |
| BW                            | Schwämmteich Klaffenbach                | Klaffenbach (50° 45′ 50,6″ N, 12° 53′ 35,4″ O)                          | 2,0 ha |       | 34     |
| BW                            | Alter Exerzierplatz                     | Ebersdorf (50° 52′ 38,6″ N, 12° 57′ 42,4″ O)                            | 4,9 ha |       | 35     |
| BW                            | Erlenbruchwald am Auritzbach            | Zwischen Rabenstein und Röhrsdorf (50° 50′ 53,9″ N, 12° 49′ 25,4″ O)    | 2,4 ha |       | 36     |
| mehr Fotos \| Fotos hochladen | Pezenburgteiche                         | Wittgensdorf (50° 53′ 29,6″ N, 12° 51′ 22,1″ O)                         | 1,65 ha |       | 37     |
| BW                            | Murschnitzer Feldteiche                 | Zwischen Wittgensdorf und Murschnitz (50° 53′ 59,7″ N, 12° 52′ 14,2″ O) | 1,2 ha |       | 38     |
| Fotos hochladen               | Orchideenwiese Wittgensdorf             | Wittgensdorf (50° 52′ 17,9″ N, 12° 51′ 3,6″ O)                          | 0,4 ha |       | 39     |
| BW                            | Waldtümpel im Forst Oberrabenstein      | Oberrabenstein (50° 49′ 54,6″ N, 12° 48′ 33,9″ O)                       | 5,0 ha |       | 40     |
| BW                            | Feldteiche Mittelbach                   | Mittelbach (50° 47′ 40,5″ N, 12° 46′ 43,6″ O)                           | 3,1 ha |       | 41     |
| BW                            | Fischteiche an der Autobahn             | Röhrsdorf (50° 51′ 8,9″ N, 12° 49′ 48,3″ O)                             | 5,0 ha |       | 42     |
| BW                            | Quelltäler der Ebersdorfer Gründe       | Ebersdorf (50° 53′ 15,6″ N, 12° 57′ 15,8″ O)                            | 4,7 ha |       | 43     |
| Fotos hochladen               | Quellgebiet im südlichen Zeisigwald     | Gablenz im Zeisigwald (50° 50′ 17,9″ N, 12° 58′ 55,5″ O)                | 4,9ha |       | 44     |
| BW                            | Feuchtgebiet am Goldbach, Grüna         | Grüna (50° 49′ 17,3″ N, 12° 48′ 50,8″ O)                                | |       | 45     |
| Fotos hochladen               | Buchenbestand am Goldborn               | Hilbersdorf im Zeisigwald (50° 50′ 49,5″ N, 12° 57′ 37,6″ O)            | 1,8 ha Fläche. Hainsimsen-Eichen-Buchenwald. |       | 46     |
| BW                            | Buchenbestand östlich vom Grenzweg      | Hilbersdorf im Zeisigwald (50° 50′ 49″ N, 12° 58′ 21,7″ O)              | 1,6 ha Fläche. Hainsimsen-Eichen-Buchenwald. |       | 47     |
| Fotos hochladen               | Buchenbestand am Denkmal der Versöhnung | Hilbersdorf im Zeisigwald (50° 50′ 39,8″ N, 12° 58′ 14,4″ O)            | 2,9 ha Fläche. Hainsimsen-Eichen-Buchenwald. |       | 48     |
| BW                            | Buchenbestand am Bethanien-Krankenhaus  | Hilbersdorf im Zeisigwald (50° 50′ 32,2″ N, 12° 57′ 51,1″ O)            | 3,0 ha Fläche. Hainsimsen-Eichen-Buchenwald. |       | 49     |
| BW                            | Buchenbestand am Grünen Weg             | Hilbersdorf im Zeisigwald (50° 50′ 25,7″ N, 12° 58′ 4,1″ O)             | 3,7 ha Fläche. Hainsimsen-Eichen-Buchenwald. |       | 50     |

Die FND Eibseegebiete Euba I und II mit den Nummern 28 und 29 liegen im NSG Um den Eibsee.

## Naturdenkmale (ND)
Link zu einem Kartenansichtstool, um Koordinaten zu setzen.
| Bild                          | Bezeichnung                               | Lage                                              | Beschreibung | Datum | Nummer |
| ----------------------------- | ----------------------------------------- | ------------------------------------------------- | ------------ | ----- | ------ |
| mehr Fotos \| Fotos hochladen | Sommerlinde Oberrabenstein                | Oberrabenstein (50° 50′ 1,8″ N, 12° 49′ 12″ O)    |              |       | 01     |
| Fotos hochladen               | Esskastanie Jägerschlößchenstraße 82      | Reichenhain (50° 47′ 58,5″ N, 12° 57′ 30,2″ O)    |              |       | 02     |
| mehr Fotos \| Fotos hochladen | Stieleichen Kirche Reichenbrand           | Reichenbrand (50° 48′ 43,4″ N, 12° 49′ 41,7″ O)   |              |       | 03     |
| mehr Fotos \| Fotos hochladen | Stieleiche („Teuerungseiche“) Einsiedel   | Einsiedel (50° 46′ 17,7″ N, 12° 58′ 28,7″ O)      |              |       | 04     |
| mehr Fotos \| Fotos hochladen | Winterlinde („Lutherlinde“) Klaffenbach   | Klaffenbach (50° 45′ 43,4″ N, 12° 54′ 38,6″ O)    |              |       | 05     |
| BW                            | Eibengruppe, Pfarrgarten, Kleinolbersdorf | Kleinolbersdorf (50° 48′ 4,3″ N, 13° 1′ 8,5″ O)   |              |       | 06     |
| BW                            | Winterlinde, Ackerflur Kleinolbersdorf    | Kleinolbersdorf (50° 47′ 51,6″ N, 13° 1′ 14,8″ O) |              |       | 07     |
| mehr Fotos \| Fotos hochladen | Winterlinde Röhrsdorf                     | Röhrsdorf (50° 51′ 45,5″ N, 12° 50′ 1″ O)         |              |       | 08     |
| Fotos hochladen               | Winterlindenallee Röhrsdorf               | Röhrsdorf (50° 51′ 44,2″ N, 12° 50′ 0,2″ O)       |              |       | 09     |
| BW                            | Baumgruppe Röhrsdorf                      | Röhrsdorf (50° 51′ 39,1″ N, 12° 50′ 9,8″ O)       |              |       | 10     |
| BW                            | 2 Eichen Wittgensdorf                     | Wittgensdorf (50° 52′ 48,1″ N, 12° 51′ 58,5″ O)   |              |       | 11     |
| BW                            | 2 Blutbuchen Wittgensdorf                 | Wittgensdorf (50° 52′ 48,4″ N, 12° 51′ 59,7″ O)   |              |       | 12     |
| BW                            | Trauerweide Wittgensdorf                  | Wittgensdorf (50° 52′ 48,2″ N, 12° 50′ 34,9″ O)   |              |       | 13     |

## Geschützte Landschaftsbestandteile (GLB)
| Nr. | Bezeichnung                        | Schutzgüter (Auswahl) | Gemarkung / Lage                            | Größe | Bild                      |
| --- | ---------------------------------- | --------------------- | ------------------------------------------- | ----- | ------------------------- |
| 01  | Trübsbach Park, Furth und Umgebung |                       | Furth (Lage)                                |       |                           |
| 02  | Eichelteich und Umgebung           |                       | Siegmar (Lage)                              |       |                           |
| 03  | Bernsdorfer Bach und Umgebung      |                       | Reichenhain (Lage)                          |       |                           |
| 04  | Südlicher Stadtpark                |                       | Zwischen Altchemnitz und Markersdorf (Lage) |       | Im Stadtpark von Chemnitz |
| 05  | Schönauer Teiche und Umgebung      |                       | Schönau (Lage)                              |       |                           |
| 06  | Grundbach Gablenz und Umgebung     |                       | Gablenz (Lage)                              |       |                           |
| 07  | Fiedlers Grund Kleinolbersdorf     |                       | Kleinolbersdorf (Lage)                      |       |                           |
| 08  | Bahrebachtal                       |                       | Wittgensdorf (Lage)                         |       | weitere Bilder            |
| 09  | Knöterich-Feuchtwiese              |                       | Wittgensdorf (Lage)                         |       |                           |
| 10  | Emmerich-Teich                     |                       | Wittgensdorf (Lage)                         |       |                           |

## Landschaftsschutzgebiete (LSG)
| Nr. | Bezeichnung                             | Schutzgüter (Auswahl) | Gemarkung / Lage | Größe (ha) | Bild           |
| --- | --------------------------------------- | --------------------- | --- | ---------- | -------------- |
| 01  | Augustusburg-Sternmühlental             |                       | Südosten von Chemnitz: Kleinolbersdorf-Altenhain, Adelsberg, Dittmannsdorf (Erzgebirgskreis), Erdmannsdorf, Kunnersdorf (Mittelsachsen) (Lage) | 5036       | weitere Bilder |
| 02  | Rabensteiner Wald-Pfaffenberg           |                       | Osten von Chemnitz: Oberrabenstein (Lage) | 1097       |                |
| 03  | Mulden-Chemnitztal                      |                       | Norden von Chemnitz: Draisdorf, Köthensdorf (Mittelsachsen) (Lage)                                                                             |            |                |
| 04  | Talsperre Einsiedel - Kemtauer Wald     |                       | Südosten von Chemnitz: Einsiedel, Kemtau (Erzgebirgskreis) (Lage)                                                                              | 1185       |                |
| 05  | Lichtenwalde                            |                       | Nordosten von Chemnitz: Ebersdorf, Lichtenwalde (Mittelsachsen) (Lage)                                                                         |            |                |
| 06  | Ebersdorfer Wald-Glösbachtal            |                       | Norden von Chemnitz: Ebersdorf, Glösa (Lage)                                                                                                   |            |                |
| 07  | Kohlung-Ebersdorfer Gründe              |                       | Norden von Chemnitz: Ebersdorf (Lage) |            |                |
| 09  | Pfarrhübel-Alte Harth-Berbisdorfer Flur |                       | Süden von Chemnitz: Harthau (Lage) |            |                |

## Fauna-Flora-Habitat-Schutzgebiete (FFH)
| Nr. | Bezeichnung                                               | Schutzgüter (Auswahl) | Gemarkung / Lage                           | Größe | Bild |
| --- | --------------------------------------------------------- | --------------------- | ------------------------------------------ | ----- | ---- |
| 01  | Zschopautal                                               |                       | Kleinolbersdorf (Lage)                     |       |      |
| 02  | separates Fledermausquartier im FND Felsendome Rabenstein |                       | Niederrabenstein (Lage)                    |       |      |
| 03  | Chemnitztal                                               |                       |                                            |       |      |
| 04  | Zwönitztal                                                |                       | Einsiedel; Kemtau (Erzgebirgskreis) (Lage) |       |      |
| 05  | separates Fledermausquartier, Stollen im Schönherrpark    |                       | Schloßchemnitz (Lage)                      |       |      |

## Naturschutzgebiete (NSG)
| Name des Gebietes         | Bild           | Kennung | WDPA      | Landkreis / Stadt                 | Beschreibung / Bemerkungen | Standort | Fläche in Hektar | Datum der Verordnung |
| ------------------------- | -------------- | ------- | --------- | --------------------------------- | -------------------------- | -------- | ---------------- | -------------------- |
| Am nördlichen Zeisigwald  | weitere Bilder | C 100   | 555560772 | Chemnitz                          |                            | Position | 36               | 2013                 |
| Am Schusterstein          | weitere Bilder | C 54    | 162183    | Landkreis Mittelsachsen, Chemnitz |                            | Position | 13,32            | 1990                 |
| Um den Eibsee             | weitere Bilder | C 89    | 319236    | Chemnitz                          |                            | Position | 39               | 2001                 |
| Chemnitzaue bei Draisdorf | weitere Bilder | C 103   | 555595847 | Chemnitz                          |                            | Position | 83,8             | 2015                 |